# Chicago White Sox
O Chicago White Sox é uma equipe de beisebol da MLB sediada no sul de Chicago, Illinois, Estados Unidos. A equipe está na divisão central da American League. Atualmente, o manager da equipe é o ex-terceira base Robin Ventura.
O White Sox é uma das duas equipes da MLB sediadas em Chicago. A outra equipe é o Chicago Cubs da National League.
A equipe foi uma grande competidora no início do século XX, vencendo 5 das 19 primeiras disputas da American League; porém, a boa fase do time caiu em 1919, com o Escândalo Black Sox.
Após ganhar duas World Series, o time sofreu décadas de jejum, entre 1918 e 2004. Em 2005 o time venceu sua primeira World Series desde 1917.

## História

### Fundação

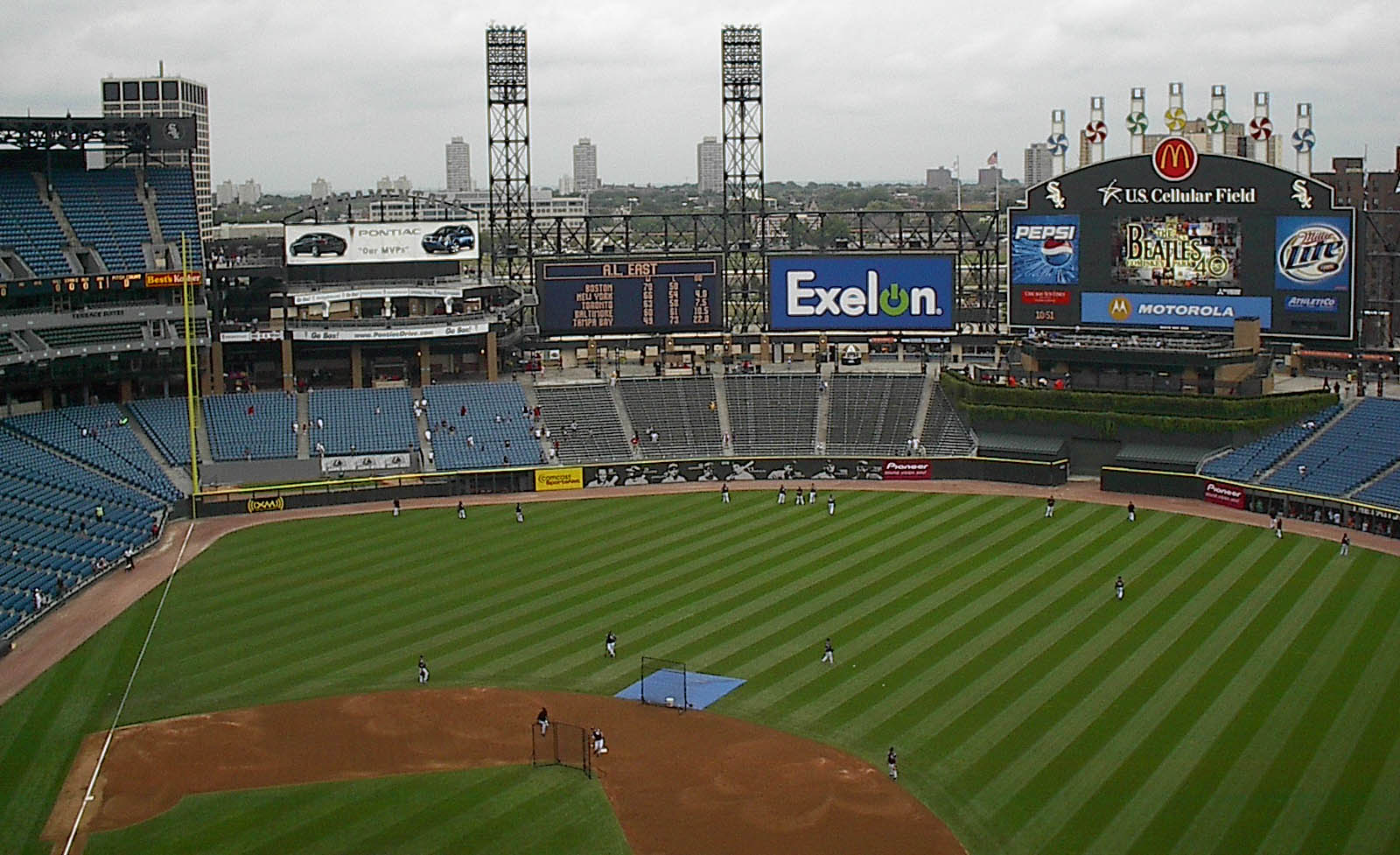
Guaranteed Rate Field, o estádio do Chicago White Sox

O Chicago White Sox foi fundado com o nome de Sioux City Cornhuskers, visando ser uma franquia da Western League, uma minor league na época, em Iowa. Em novembro de 1893, a WL se reorganizou completamente, tendo como presidente Ban Johnson. Johnson, então um repórter residente em Cincinnati, foi indicado por seu amigo Charles Comiskey(astro da Major League pelo St. Louis Browns na década de 1880), o qual treinava a época o Cincinnati Reds. Após a temporada de 1894, quando o contrato de Comiskey acabou, Comiskey comprou o Sioux City e o transferiu para St. Paul, Minnesota, onde desfrutaria de razoável sucesso nas cinco temporadas que seguiriam.

### Profissionalismo
Em 1900, a Western League mudou seu nome para American League, que persiste até hoje. Em 1900, entretanto, a AL ainda era amadora segundo o National Agreement e o estatuto da NL. Mas, nesse mesmo ano, a NL autorizou à AL a abertura de uma equipe em Chicago, e Comiskey levou seu time de St. Paul para Chicago. 

### Mudança de nome
A equipe chamava-se, originalmente, "White Stockings", primeiro nome do Chicago Cubs, da profissional National League. Por acaso, o White Stockings venceu o primeiro campeonato da AL, em 1900, embora continuasse sendo um time amador. Após a contratação de vários astros da antiga liga, a equipe conquistou o primeiro campeonato profissional da AL. Os editores de esporte do jornal Chicago Tribune começaram a chamar o time apenas de "White Sox", nome que seria adotado oficialmente em 1903.

## Músicas
O Chicago White Sox e seus fãs adotaram algumas músicas como tema ao longo dos anos, entre elas:
- "Let's Go, Go-Go White Sox" por Captain Stubby and the Buccaneers, o grito de guerra oficial da equipe, que remonta ao time do World Séries de 1959.
- "Thunderstruck" por AC/DC, tocada durante a entrada dos jogadores em campo.
- "Livin' on a Prayer" por Bon Jovi, é tocada durante grandes rallies.
- "Don't Stop Believin' " por Journey, tornou-se tema do time em 2005 e foi cantada pelos jogadores e por Steve Perry, ex-vocalista do Journey que acompanhou o time durante toda a final da MLB, após a vitória no World Séries.
- "My Kind of Town" by Frank Sinatra, geralmente tocada antes do ínico do jogo, elogiando a cidade de Chicago.
- "Sweet Home Chicago" por The Blues Brothers, tradicionalmente tocada ao final dos jogos vencidos pelo White Sox.
- "Have a Nice Day" por Bon Jovi, outra música tocada após as vitórias.
- "He's a Pirate" por Klaus Badelt do filme "Piratas do Caribe", é a segunda música usada para apresentação de jogadores.

## Fatos
Estádio: Guaranteed Rate Field, Chicago.
Cores do uniforme: Preta, prata e branca.
Lema do time: "Win. Or Die Trying." (Vencer. Ou Morrer Tentando.)
Rivais: Chicago Cubs, Cleveland Guardians, Detroit Tigers, Minnesota Twins.
Estádio de pré-temporada: Tucson Electric Park; Tucson, Arizona.

## Atualidade
Depois de anos de reconstrução, o White Sox se classificou para os play-offs da MLB em 2020 pela repescagem. Em 2021, o time conquistou o título da divisão central após 13 anos, mas foi eliminado pelo Houston Astros na série divisional.

## Jogadores no Baseball Hall of Fame
- Luis Aparicio, Short-stop, 1956-1962, 1968-1970
- Luke Appling, Short-stop, 1930-1943, 1945-1950
- Chief Bender, Arremessador, 1925
- Steve Carlton, Arremessador, 1986
- Eddie Collins, 2º Baseman, 1915-1926
- Charles Comiskey, Dono, 1900-1931
- George Davis, Shortstop, 1902, 1904-1909
- Larry Doby, Outfielder, 1956-1957, 1959; Manager, 1978
- Johnny Evers, 2º Baseman, 1922
- Red Faber, Arremessador, 1914-1933
- Carlton Fisk, Batedor, 1981-1993
- Nellie Fox, 2º Baseman, 1950-1963
- Clark Griffith, Técnico Arremessos, 1901-1902
- Harry Hooper, Outfielder, 1921-1925
- George Kell, 3º Baseman, 1954-1956
- Ted Lyons, Arremessador, 1923-1942, 1946
- Edd Roush, Outfielder, 1913
- Red Ruffing, Arremessador, 1947
- Ray Schalk, Batedores, 1912-1928
- Tom Seaver, Arremessador, 1984-1986
- Al Simmons, Outfielder, 1933-1935
- Ed Walsh, Arremessador, 1904-1916
- Hoyt Wilhelm, Arremessador, 1963-1968
- Early Wynn, Arremessador, 1958-1962

## Camisas retiradas
- 2 Nellie Fox, 2º Baseman, 1950-1963.
- 3 Harold Baines, Outfielder, 1980-1989, 1996, 2000-2001; Técnico 2004-presente.
- 4 Luke Appling, Short-stop, 1930-50; Técnico 1970-1971
- 9 Minnie Miñoso, Outfielder, 1951-1957, 1960-1961, 1964, 1976, 1980; Técnico 1976-1978, 1980-1981.
- 11 Luis Aparicio, Short-stop, 1956-1962, 1968-1970.
- 16 Ted Lyons, Arremessador, 1923-1946; Manager 1946-1948.
- 19 Billy Pierce,Arremessador, 1949-1961.
- 72 Carlton Fisk,  Batedor, 1981-1993.

## Jogadores brasileiros
- Andre Rienzo, Arremessador, 2013-2014.

## Títulos

### World Series
- 1906
- 1917
- 2005

### Títulos daAmerican League
- 1901
- 1906
- 1917
- 1919
- 1959
- 2005

### Títulos da Divisão Central[1]
- 2000
- 2005
- 2008

[1] - Em 1994 houve uma greve dos jogadores que durou 34 dias. Os organizadores do campeonato decidiram cancelá-lo. O Chicago White Sox era, no último jogo realizado, o primeiro colocado da Divisão Central da American League.

### Títulos da Divisão Oeste
- 1983
- 1993